# 준정다면체
준정다면체(準正多面體, quasiregular polyhedron)는 두 개의 정다각형을 사용하고 각 모서리들이 서로 추이적(edge-transitive) 관계인 다면체로서 반정다면체(semiregular polyhedron)과는 조금 다르다.

## 볼록한 준정다면체
아르키메데스의 다면체중 육팔면체와 십이이십면체가 있다.

## 오목한 준정다면체
고른 다면체중 케플러-푸앵소 다면체와 관련이 있는 것 2종과 면이 다면체의 중심을 지나는 것 9종이 있다.